# انلیل ندین آپلی
انلیل ندین آپلی پادشاه بابل در ۱۱۰۳ تا ۱۱۰۰ پیش از میلاد بود که بیشتر با نام انلیل ندین آهه شناخته می‌شد. وی پسر نبوکدنصر یکم بود.